# Droits LGBT à Oman

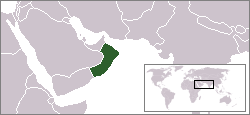
Localisation d'Oman.

Les personnes lesbiennes, gays, bisexuelles et transgenres (LGBT) à Oman peuvent faire face à des difficultés légales que ne connaissent pas les résidents non-LGBT.
Bien que le sultan Qabus ibn Saïd ait été souvent présenté comme homosexuel par la presse occidentale,,, l'homosexualité est illégale et les sujets LGBT demeurent tabous à Oman.

## Législation sur l'homosexualité
D'après le code pénal, l'homosexualité peut être punie d'une peine de prison allant jusqu'à trois ans.
En 2013, un journal d'Oman a été suspendu pour avoir publié un article favorable sur l'homosexualité,.
Le quotidien France-Soir indique cependant : « Qabous ben Saïd ne fait rien comme ses homologues des pays du Golfe. Divorcé, sans enfants, presque ouvertement gay, il laisse à son peuple la liberté de culte et ne réprime que très peu l'adultère et l'homosexualité, bien que ceux-ci soient encore considérés officiellement comme des délits. »,.

## Reconnaissance légale des couples homosexuels
Les couples homosexuels ne bénéficient d'aucune reconnaissance légale. 

## Adoption homoparentale
L'adoption homoparentale n'est pas autorisée.

## Tableau récapitulatif
| Dépénalisation de l’homosexualité                                                   | Non |
| Majorité sexuelle identique à celle des hétérosexuels                               | Non |
| Interdiction des discours de haine contre les LGBT                                  | Non |
| Interdiction de la discrimination liée à l'orientation sexuelle à l'embauche        | Non |
| Interdiction de la discrimination liée à l'identité de genre dans tous les domaines | Non |
| Mariage civil ou partenariat civil                                                  | Non |
| Adoption conjointe dans les couples de personnes de même sexe                       | Non |
| Adoption par les personnes homosexuelles célibataires                               | Non |
| Droit pour les gays de servir dans l’armée                                          | Non |
| Droit de changer légalement de genre (après stérilisation)                          | Non |
| Gestation pour autrui pour les gays                                                 | Non |
| Accès aux FIV pour les lesbiennes                                                   | Non |
| Autorisation du don de sang pour les HSH                                            | Non |